# Хереро
Хереро је банту народ насељен данас у Намибији чије је порекло у подручју источноафричких великих језера одакле су се доселили на подручје Каоколанда уз реку Кунене пре неких 350 година. Настањују травната подручја погодна за испашу њихове стоке одакле су многи због немачког колонијализма морали да избегну у суседну Боцвану. Процењује се да их је у Намибији око 1900. било око 80.000, али им је број 1905. спао на свега око 16.000 у Намибији а око 75% било је истребљено до 1911. године. До истребљења је дошло након устанка 1904. против немачког колонијализма када је на њих ударио генерал Лотар фон Трота.
Савремена популација износи око 320 000 људи, 164 000 у Намибији и 135 000 односно 21 000 у Анголи и Боцвани.

## Култура
Што је типично источноафричким племенима, Хереро су сточари, који богатство мере бројем грла стоке. Стока је била толико важна да је женска ношња препознатљива по капи са роговима израђене од ваљаног сукна.
Њихова најзначајнија свечаност је Махереро дан који пада на последњи викенд у месецу августу.

## Подела
Хереро су подељени на више локалних група или племена: Тјимба и Ндамуранда у Каоколанду; Махерео  код Окахандја, Зерауа код Омаруру. Група позната као Мбандеро живи у источној Намибији код града Гобабис, подручју некад познатим као Херероланд.

## Језик
Хереро језици  припадају централној бантуској скупини у зони Р, а постоје два сродна језика, Хереро [хер] у Намибији и Боцвани (укупно 237000) и Земба [дхм] Анголи, са укупно 22 000 говорника.

## Религија
Традиционална религија је облик обожавања предака, а данас су многи прихватили хришћанство.

## Галерија
- Хереро у традиционалној хаљини на крају 19. века.
- Лотар фон Трота, одговоран за истребљење Херера.
- Сукоб Немаца и Херера 1904; насликао Рихард Кнетел (1857-1914).
- Заробљени херерски мушкарци око 1904.